# Name-des-Vaters
Der Name-des-Vaters (frz. Nom-du-Père) ist in der Theorie des französischen Psychoanalytikers Jacques Lacan ein Signifikant, der die Konsistenz der Gesetze der symbolischen Ordnung garantiert. Jedes Gesetz, so Lacan, spricht immer schon „im Namen des Vaters“ und verdankt diesem seine Autorität. 
Als in den 1950er Jahren der Begriff zum ersten Mal in Lacans Werk auftaucht (damals noch kleingeschrieben), bezeichnet er die verbietende Rolle des Vaters, der im Ödipuskomplex das Inzesttabu verhängt und durch die Kastrationsdrohung durchsetzt. Der Begriff nom du père spielt deshalb mit dem Homophon non du père (frz. für „Nein des Vaters“).
Im Seminar III: Die Psychosen (1955–56) schreibt Lacan den Ausdruck zum ersten Mal groß und versieht ihn mit Bindestrichen; gleichzeitig präzisiert und verallgemeinert er ihn im Sinne eines „Herrensignifikanten“. Der Name-des-Vaters wird nun der „fundamentale Signifikant“, der bezüglich des Subjekts eine konstitutive Funktion erfüllt, ihm Identität verleiht, und es ihm ermöglicht, einen festen Platz in der symbolischen Ordnung (der Familie und der Gesellschaft) einzunehmen. Die „Verwerfung“ dieses Signifikanten aus der symbolischen Ordnung des Subjekts führt, so Lacan, zur Psychose.
Der Begriff „Name-des-Vaters“ ist nicht wörtlich zu verstehen. Der Träger des ödipalen Neins und des Gesetzes muss nicht zwangsläufig der reale Vater sein, es handelt sich hier vielmehr um die väterliche Funktion, um den symbolischen Vater, dessen struktureller Platz auch von anderen Personen (Mutter, Geschwister, Erzieher) oder Institutionen eingenommen wird (Lehrer, Richter, Polizisten, Priester, politische und religiöse Führer, Psychoanalytiker, Gott, aber auch allgemeiner: soziale Normen, der große Andere). Lacan spricht deshalb auch oft von den Namen-des-Vaters in der Mehrzahl. Dazu schreibt Jacques-Alain Miller: „Der Vater hat keinen Eigennamen. Dies ist keine Figur, dies ist eine Funktion. Der Vater hat ebenso viele Namen, wie sie[, d. h. die Funktion,] Träger hat.“
Auch ist die berühmte Kastrationsdrohung, die im Namen des Vaters ausgesprochen wird, nicht wörtlich zu verstehen als ausgesprochene Drohung eines Vaters, sein Kind zu kastrieren. Nach Lacan ist es das Kind selbst, das diese Phantasie entwickelt, um sich das Nichtvorhandensein eines weiblichen Penis zu erklären. Ebenso muss das Inzesttabu nicht explizit ausgesprochen werden, sondern geht indirekt aus der Abweisung des Begehrens des Kindes durch die begehrte Person hervor. 